# Qarājehlū
Qarājehlū (persiska: قره جلو, Qarah Jelū, قراجه لو) är en ort i Iran.   Den ligger i provinsen Östazarbaijan, i den nordvästra delen av landet, 500 km nordväst om huvudstaden Teheran. Qarājehlū ligger 1 291 meter över havet och antalet invånare är 146.
Terrängen runt Qarājehlū är kuperad åt nordost, men åt sydväst är den bergig. Runt Qarājehlū är det ganska tätbefolkat, med 56 invånare per kvadratkilometer. Närmaste större samhälle är Ahar, 18,0 km väster om Qarājehlū. Trakten runt Qarājehlū består i huvudsak av gräsmarker.